# Kleptomani
Kleptomani (gr: κλέπτειν, kleptein, "stjæle" + μανία, mania, "mani", "raseri") er betegnelsen for en afvigende adfærd, der består i en trang til at stjæle. I modsætning til tyveri, der sker af nød (brugstyveri) eller for at berige sig, skyldes kleptomani en forstyrrelse i sindet.
Samtalebehandling kombineret med adfærdsterapi har ofte god virkning på sygdommen, men tilbagefald ses jævnligt.
I ICD-10 er kleptomani rubriceret under vane- og impulshandlinger F63.2